# 찰스 두히그

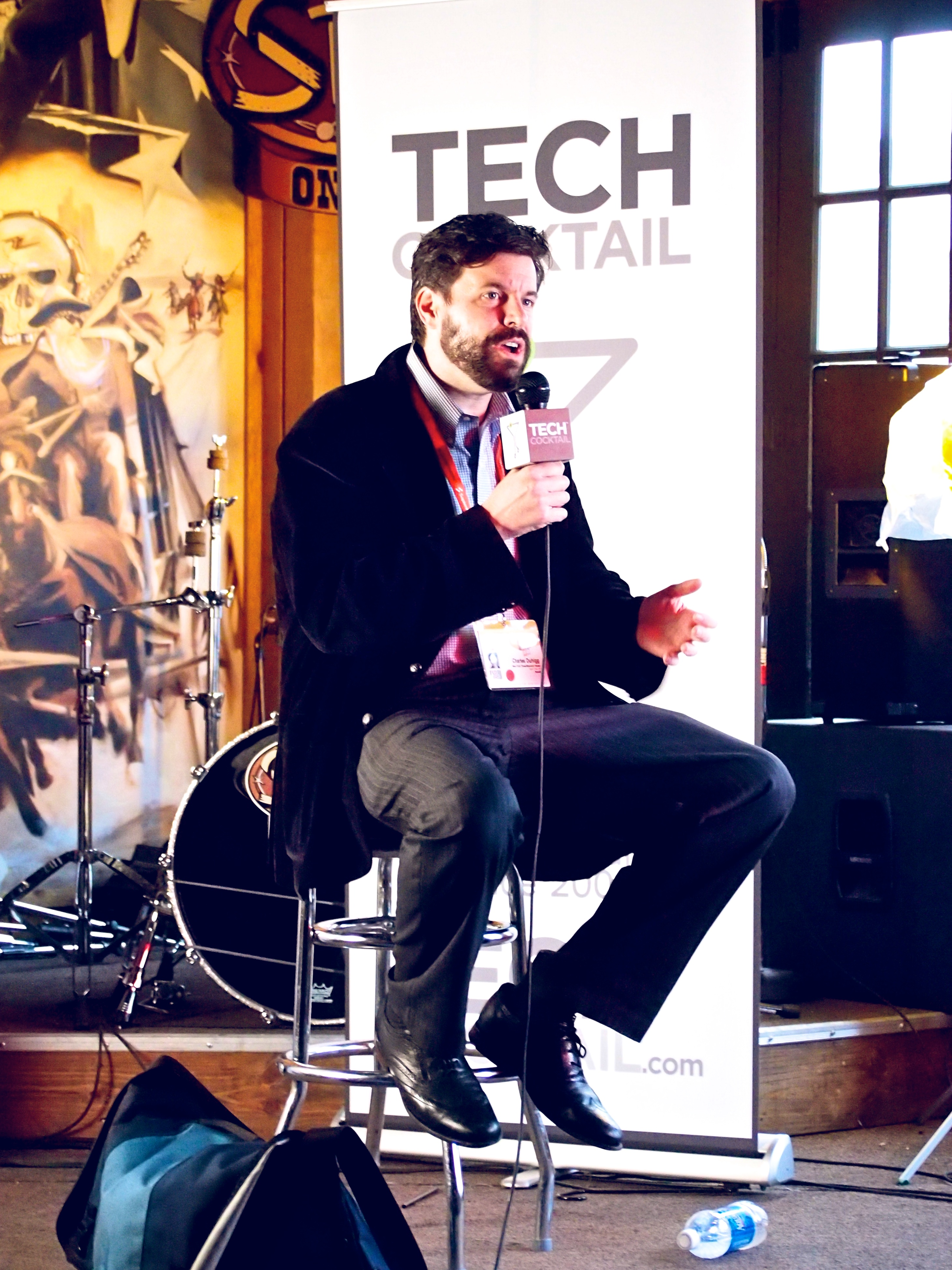
찰스 두히그

찰스 두히그(영어: Charles Duhigg, 1974년 ~ )는 미국의 기자이자 논픽션 작가이다.